# Крум Камбосев
Крум Неофитов Камбосев е български лекар гинеколог и хирург.

## Биография
Роден е през 1870 година в Разград, в занаятчийско семейство. Брат е на Кънчо Камбосев и на Пенка Камбосева, майката на Иван Багрянов.
Завършва медицина в Нанси (Франция), където защитава докторат на тема „Гонороичният артрит при новороденото“. Специализира хирургия и гинекология в Швейцария.
Работи дълги години в държавната болница в Сливен, управлява я две години и завежда хирургичното отделение от 1907 до 1913 г. По време на Първата световна война през 1918 г. е на Южния фронт. Началник е на военна болница и при пробива при Добро поле, показвайки организаторски качества, успява да я спаси от плен.
Има редица медицински съобщения в чуждестранни списания.
Награден е с няколко ордена за граждански заслуги.
Има три деца: две дъщери и един син – Стефан Камбосев, лекар.
Умира през 1935 г.

## Публикации
- Камбосев, К. (1895) Нашето училище и гимнастиката. Медицинска беседа, 1 (1), с. 14 – 19; 1 (2), с. 86 – 101.